# مدال قنفذي صغير
مَدَّال قنفذي صغير (الاسم العلمي: Echinops telfairi)، نوع من الثدييات ينتمي إلى فصيلة المداليات. موطنه مدغشقر.
وهو النوع الوحيد في جنس Echinops وسُمي هذا النوع على عالم النبات تشارلز تلفير تكريمًا له.